# 7684 Marioferrero
7684 Marioferrero (1997 EY) là một tiểu hành tinh vành đai chính được phát hiện ngày 3 tháng 3 năm 1997 bởi P. G. Comba ở Prescott.